# InterCity (Schweiz)

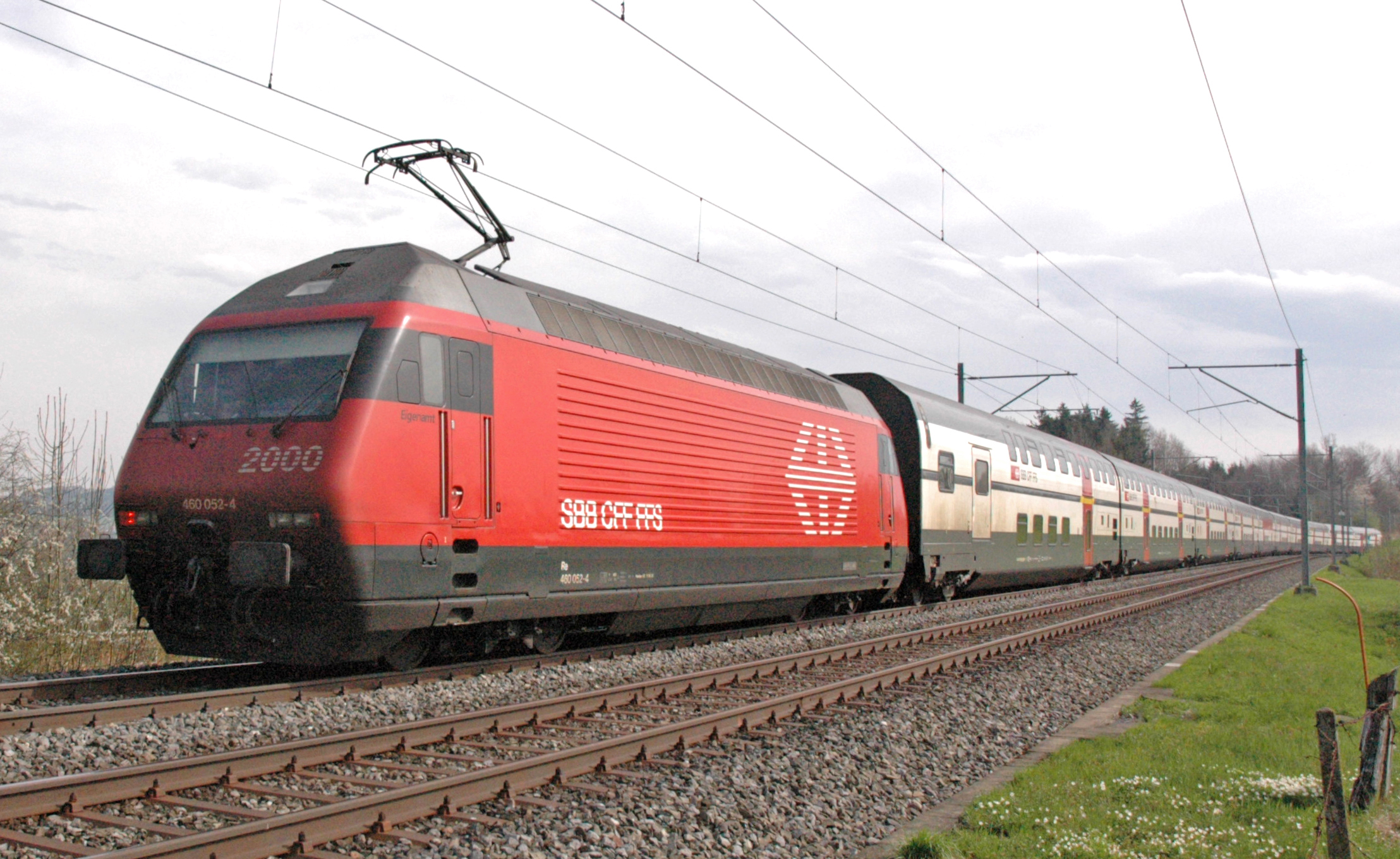
Doppelstock-InterCity IC2000 der SBB

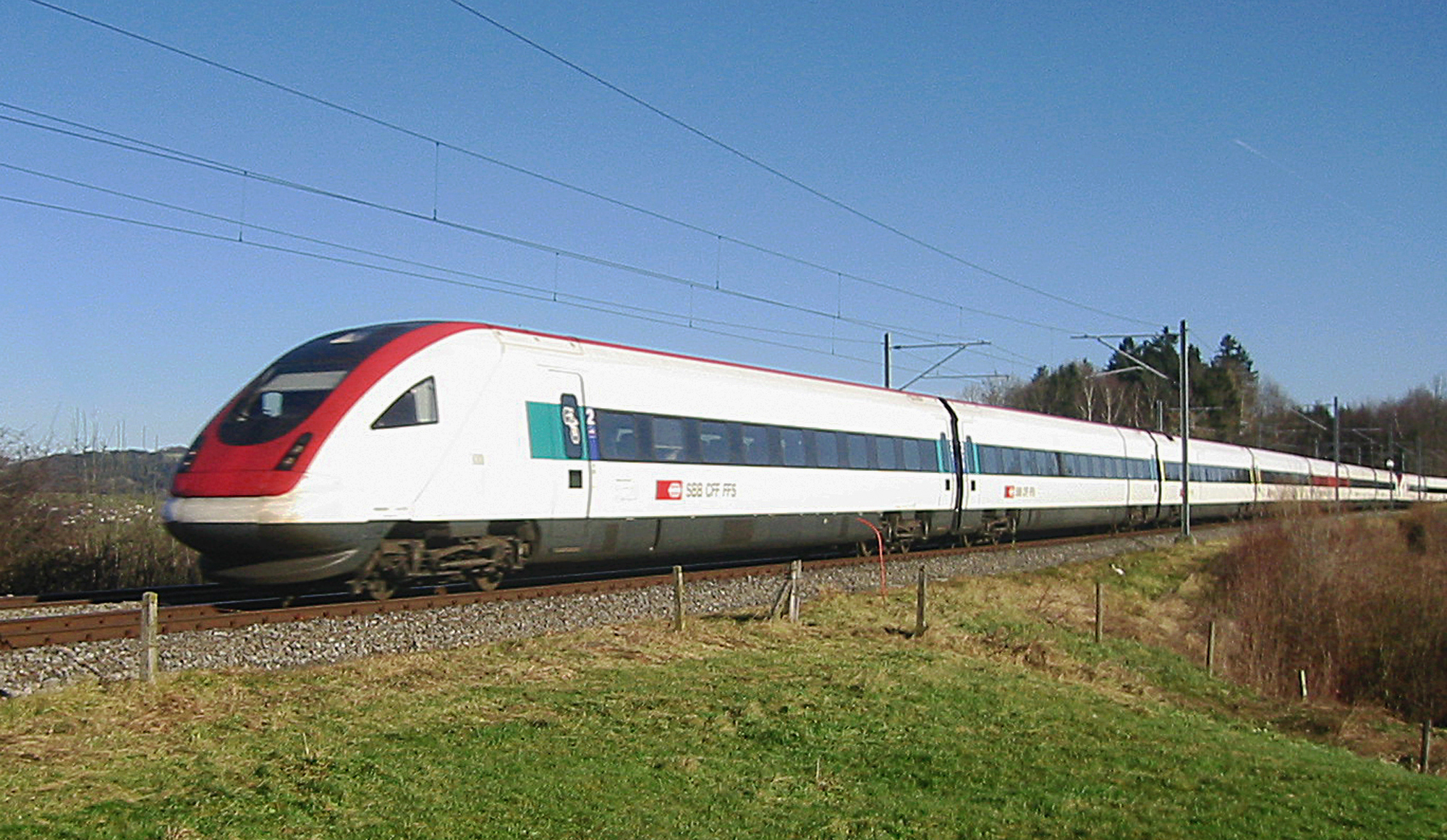
ICN-Neigezug (SBB RABDe 500)

Der InterCity (Kurzform: IC, Logo: ) in der Schweiz ist eine auch international verwendete Zuggattung. Die InterCitys lösten mit Beginn des Taktfahrplans 1982 die bisherigen Städteschnellzüge ab.

## Merkmale
Anfänglich war das Hauptunterscheidungsmerkmal gegenüber den normalen Schnellzügen die klimatisierten Wagen, wobei 1982 erst einzelne Erstklasswagen eingesetzt werden konnten (mind. 1 Wagen pro IC), da sich die EW IV noch in Ablieferung befanden. Zudem standen neben den aus EW III bestehenden Swiss Express-Zügen fast keine anderen klimatisierten Wagen zur Verfügung. Die einzige andere grössere klimatisierte Wagenserie der SBB, die Eurofima-Wagen, mussten aufgrund der Qualitätskriterien für EuroCitys im internationalen Verkehr eingesetzt werden. Mit der fortlaufenden Ablieferung der EW IV nahm der Anteil der klimatisierten Wagen in den IC kontinuierlich zu. Später wurde Pflichtanteil an klimatisierten Wagen in einer IC-Stammkomposition (d. h. ohne Verstärkungswagen) auf «mindestens 80%» festgelegt, heute sind die Wagen durchgängig klimatisiert. Heute gilt auch bei InterRegios (), dass sie «in der Regel» klimatisierte Wagen haben müssen.
Neben den durchgängig klimatisierten Wagen gehört per Fahrplan 2016/2017 auch eine Verpflegungsmöglichkeit zu dem Pflichtangebot in einen IC. Diese besteht aus einem Speisewagen und einer im Zug zirkulierenden Minibar/Railbar. Dazu ist auch ein Familienwagen (mit Spielplatz) bzw. Familienzone (ohne Spielplatz) in der 2. Klasse vorgesehen (in der Regel im Steuerwagen) sowie ein Ruhewagen in der 1. Klasse. Auch die Mitnahme von Velos ist in der Regel möglich.
Heute bieten alle ICs auch Plätze für Rollstühle. Beim Ein- und Ausstieg ist allerdings die Mithilfe des Personals erforderlich. Daher ist immer eine Voranmeldung erforderlich. Die Anmeldungspflicht gilt auch für die aus IC-2000-Wagen gebildeten Züge, obwohl dort ein Einstieg auch ohne Hilfe möglich ist; denn bei den Zügen dieser Bauart ist die Anzahl der Rollstuhlstellplätze sehr gering (nur im kombinierten 1.-Klasse- und Gepäckwagen). Betroffene können zu jedem InterCity in der Zuggattungsliste des Kursbuchs den verkehrenden Zugstyp ermitteln. In den Zügen IC 782 und IC 787 auf der Strecke Zürich <> Basel kam ferner bis Juli 2024 auch je ein Panoramawagen der ersten Klasse zum Einsatz.
Daneben existieren in der Schweiz die InterRegios, die in der Regel häufiger halten und eine einfachere Ausstattung bieten, insbesondere fehlen Verpflegungsmöglichkeiten und das Rollmaterial kann älter oder einfacher (NPZ Domino, Stadler Flirt usw.) sein. Gelegentlich wechselten die Zugkategorien InterCity/InterRegio auch auf der Strecke, oder die InterCitys halten auf einzelnen Streckenabschnitten häufiger als eigentlich niedrigere Zugkategorien (beispielsweise 2002 Zürich–St. Gallen).
Wie in Österreich sind die InterCitys wie auch die international verkehrenden EuroCitys, Railjets, TGV und ICE in der Schweiz zuschlagsfrei. Da es in der Schweiz keine speziellen Fahrpreise oder Zuschläge für bestimmte Zugkategorien gibt, ist die Unterscheidung zwischen InterCitys und InterRegios abgesehen vom Komfort her für die Reisenden weniger ausgeprägt als in Ländern, die solche Unterscheidungen kennen, beispielsweise Deutschland oder Frankreich. Die InterCitys wie auch die EuroCitys werden vor allem von Pendlern benützt, daher sind sie besonders zu Hauptverkehrszeiten gut belegt. Aus diesem Grund verkehren auf einigen Strecken auch Doppelstockzüge, der IC2000 oder der FV-Dosto, die zum Teil enorme Fahrgastkapazitäten von bis zu 1300 Sitzplätzen pro Zug bieten können. Auf mehrheitlich kurvigen Strecken (Jurasüdfusslinie, Juralinie) werden InterCity-Neigezüge (ICN) – die bis Ende 2017 eine eigene Zuggattung bildeten, anschliessend als InterCity verkehrt –, teils in Doppeltraktion eingesetzt; nur so kann beispielsweise Biel/Bienne ins Taktknoten-Prinzip eingebunden werden. Beide Zugkategorien sind für Geschwindigkeiten von 200 km/h ausgelegt.

## Streckennetz
Das InterCity-Streckennetz verbindet die meisten Schweizer Städte sowie die beiden internationalen Flughäfen in Zürich und Genf.
Auf den wichtigsten Strecken – vor allem im Dreieck Basel/Bern/Zürich sowie im Raume Genf–Lausanne – verkehren die Züge mindestens im 30-Minuten-Takt. Zur Optimierung der Anschlüsse streben die SBB an, diese Knoten (Anschlussspinne) mit einer Reisezeit von jeweils weniger als einer Stunde zu verbinden. In diesem Taktverkehr sind auch international verkehrende Züge (EuroCity) oder Hochgeschwindigkeitzüge (TGV, ICE, Railjet) eingebunden, diese übernehmen den Platz des sonst regulär eingesetzten InterCitys, nur selten bekommen diese eine eigene Fahrplantrasse.
Die Fahrzeitkürzung durch die Inbetriebnahme der Neubaustrecke Mattstetten–Rothrist (zwischen Bern und Olten gelegen) Ende 2004 löste einen Fahrgastzuwachs aus.
Mit der Einführung des SBB-Fahrplans 2018 wurde die Zuggattung InterCityNeigezug () abgeschafft und in die Zuggattung InterCity integriert. Darüber hinaus wurden die InterCitys, wie auch InterRegios mit Liniennummern versehen. Die Nummerierung orientiert sich an die Nummerierung im Nationalstrassennetz ( 1 analog A1,  2 analog A2 usw.).

### Streckennetz 1982

InterCity-Netz der SBB
(Sommer 1982)

Die Schweizer InterCity-Linien mit mindestens einem zweistündlichen Takt nach bei Einführung des integralen Taktfahrplans 1982, allfällige Ausnahmen, Zusatzhalte oder Zusatzzüge bzw. Verlängerungen sowie im Takt eingebundene weitere Züge (TEE, TGV) sind nicht gesondert gekennzeichnet:
- Genève–Lausanne–Fribourg–Bern–Zürich HB–Zürich Flughafen–Winterthur–Wil–Gossau–St. Gallen (stündlich)
- Brig–Goppenstein–Kandersteg–Frutigen–Spiez–Thun–Bern–Olten–Basel (2-stündlich)
- Basel SBB–Olten–Luzern–Arth Goldau (2-stündlich)
- Zürich–Zug–Arth Goldau–Bellinzona–Lugano–Chiasso–Milano Centrale (2-stündlich)
- Basel SBB–Zürich HB–Ziegelbrücke–Sargans–Landquart–Chur (2-stündlich)
zwischen Basel und Sargans im stündlichen Hinketakt mit folgendem IC:
- Basel SBB–Zürich HB–Ziegelbrücke–Sargans–Buchs SG–Feldkirch(–Wien)  (2-stündlich)

### Streckennetz 2002

InterCity-Netz der SBB
(2002/03)

Die Schweizer InterCity-Linien mit mindestens einem zweistündlichen Takt nach Fahrplan 2002, allfällige Ausnahmen, Zusatzhalte oder Zusatzzüge bzw. Verlängerungen zu Hauptverkehrszeiten oder in Randstunden sowie im Takt eingebundene EuroCitys, TGVs und ICEs sind nicht gesondert gekennzeichnet:
- Genève-Aéroport–Genève–Lausanne–Fribourg–Bern–Zürich HB–Zürich Flughafen–Winterthur–Wil–Uzwil–Flawil–Gossau–St. Gallen (stündlich)
- (Brig–Visp–Goppenstein–Kandersteg–Frutigen–, alternierend mit Interlaken Ost–Interlaken West–)Spiez–Thun–Bern–Zürich HB–Zürich Flughafen–Winterthur–Frauenfeld–Weinfelden–Amriswil–Romanshorn (stündlich)
zwischen Brig bzw. Interlaken und Spiez ist zusammen mit untenstehendem IC der Stundentakt gegeben: Seit 2007 via Löschbergbasistunnel Brig-Visp-Spiez-..
- (Brig–Visp–Goppenstein–Kandersteg–Frutigen–, alternierend mit Interlaken Ost–Interlaken West–)Spiez–Thun–Bern–Olten–Basel SBB (stündlich)
- (Basel SBB–Olten–Luzern–, alternierend mit Zürich HB–Zug–)Arth Goldau–Bellinzona–Lugano–Chiasso–Milano Centrale (stündlich)
- Basel SBB–Zürich HB
- Zürich HB–Bülach–Schaffhausen(–Singen) (bis Schaffhausen stündlich, anschl. 2-stündlich)

Nicht aufgeführt sind die ICN Linien über Biel, welche seit 1999 mit den Neigezüge RABDe 500 bis und mit Fahrplan 2016/17 als eigenständige Zuggattung geführt wurden.

### Streckennetz 2017 bis 2024

InterCity-Netz der SBB
(2016/17–2020/21)

Die Schweizer InterCity-Linien von 2016/17 bis 2023/24 (2022/23 und 2023/24 gemäss Planungsstand 2019), allfällige Ausnahmen oder Zusatzzüge bzw. Verlängerungen zu Hauptverkehrszeiten oder in Randstunden sowie im Takt eingebundene EuroCitys, Railjets, TGVs und ICE sind nicht gesondert gekennzeichnet.
- 1 Genève-Aéroport – Bern – Zürich HB – St. Gallen     BZ RZ
- 2 Zürich HB – Zug – Lugano  BZ RZ FZ, in der Regel zusätzlich
- 3 Basel SBB – Zürich HB – Chur   BZ RZ, teilweise zusätzlich
- 4 Zürich HB – Schaffhausen – Singen (Htw) (– Stuttgart) , nach Stuttgart zusätzlich
- 5 Genève-Aéroport/Lausanne – Biel/Bienne – Zürich HB (– St. Gallen – Rorschach)  TT FZ BZ FS RZ , im Sommer zusätzlich , Lausanne–Zürich HB stündlich, Genève–Rorschach stündlich (seit Dezember 2021 teilweise bis Rorschach, davor St. Gallen)
- 6 Basel SBB – Bern – Brig ( oder ) , teilweise zusätzlich  BZ RZ
- 8 Brig – Bern – Zürich HB – Romanshorn ( oder )    BZ RZ
- 21 Basel SBB – Luzern – Lugano  BZ RZ FZ, teilweise zusätzlich
- 51 Basel SBB – Delémont – Biel/Bienne    BZ RZ FZ TT
- 61 Basel SBB – Bern – Interlaken Ost ( oder )  ( oder FZ) BZ RZ
- 81 Interlaken Ost – Bern – Zürich HB – Romanshorn ( oder )    BZ RZ (seit Dezember 2022)

Im Gegensatz zum InterRegio-Netz bleibt das IC-Netz zwischen 2016/17 und 2023/24 – Stand 2020 – im Wesentlichen gleich, es gab beziehungsweise gibt während diesen Fahrplanperioden nur geringfügige Anpassungen (so beispielsweise der Abtausch der Fahrlagen des IC 1 und IC 5 zwischen Zürich und St. Gallen auf 2020/21, die Inbetriebnahme des Ceneri-Basistunnels, die Halte des IC 2 in Altdorf sowie die Verlängerung des IC 5 nach Rorschach). Erst auf den Fahrplanwechsel 2024/25, vgl. nächsten Abschnitt, kommt es zu grösseren Anpassungen.

#### Fahrzeugeinsatz im Fahrplanjahr 2023/2024
Lokomotivbespannte Züge mit EW IV werden auf den Linien IC3 und IC61 eingesetzt, IC2000 auf den Linien IC6, IC8, IC61 und IC81, RABDe 500 auf den Linien IC5 und IC51, RABe 501 auf den Linien IC2 und IC21, RABDe 502 auf der Linie IC1 und Stadler KISS von DB Fernverkehr (Baureihe 4110) auf der Linie IC4. In einzelnen Zugläufen werden andere Fahrzeuge eingesetzt, einige IC2000-Garnituren führen Verstärkermodule aus einstöckigen EW IV.

### Streckennetz 2025
Linien im geplanten Netzplan 2025, gemäss Netznutzungsplan mit Stand August 2019, wobei undefiniert ist, was schlussendlich als InterRegio, InterCity oder EuroCity verkehrt. Züge, die nicht mindestens stündlich verkehren, sind nicht aufgelistet.
- Annemasse–Lausanne(–St-Maurice)
- Genève-Aéroport–Biel/Bienne–Bahn-2000-Strecke–Zürich–Rorschach
- Genève-Aéroport–Bern–Zürich–St. Gallen–Chur
- Genève-Aéroport-Bern–Luzern
- Genève-Aéroport-Brig
- Lausanne–Biel/Bienne–Basel SBB
- Le Locle–Neuchâtel
- La Chaux-de-Fonds–Neuchâtel–Bern
- Biel/Bienne–Bern
- Biel/Bienne–Oensingen–Zürich HB
- Bern–Bahn-2000-Strecke–Baden–Zürich
- Bern–Burgdorf–Heitersbergstrecke–Zürich
- Bern–Burgdorf–Olten
- Basel SBB–Bern(–Interlaken Ost/Brig)
- Basel SBB–Bern
- Basel SBB–Luzern(–Locarno/Lugano)
- Basel SBB–Heitersbergstrecke–Zürich HB–Chur
- Basel SBB–Baden–Zürich(–Zürich Flughafen)
- Luzern–Zürich HB(–St. Gallen–Sargans)
- Zürich HB–Schaffhausen(–Stuttgart)
- Zürich HB–Aarau
- Zürich HB–Arth Goldau(–Locarno/Lugano(–Milano))
- Zürich HB–Konstanz
- Romanshorn–Zürich HB–Bern–Interlaken Ost/Brig

### Ausbauschritt 2035
Im Rahmen des Bahn-Ausbauschritts 2035 (STEP 2035) soll das Netz weiter ausgebaut werden.